# Силван Лејк (Мичиген)
Силван Лејк (Мичиген) (енгл. Sylvan Lake) град је у америчкој савезној држави Мичиген. По попису становништва из 2010. у њему је живело 1.720 становника.

## Демографија
Према попису становништва из 2010. у граду је живело 1.720 становника, што је 15 (0,9%) становника мање него 2000. године.
| Група             | 2000.         | 2010.         |
| Белци             | 1.639 (94,5%) | 1.607 (93,4%) |
| Афроамериканци    | 21 (1,2%)     | 38 (2,2%)     |
| Азијати           | 14 (0,8%)     | 12 (0,7%)     |
| Хиспаноамериканци | 19 (1,1%)     | 26 (1,5%)     |
| Укупно            | 1.735         | 1.720         |